# Walter Stipperger

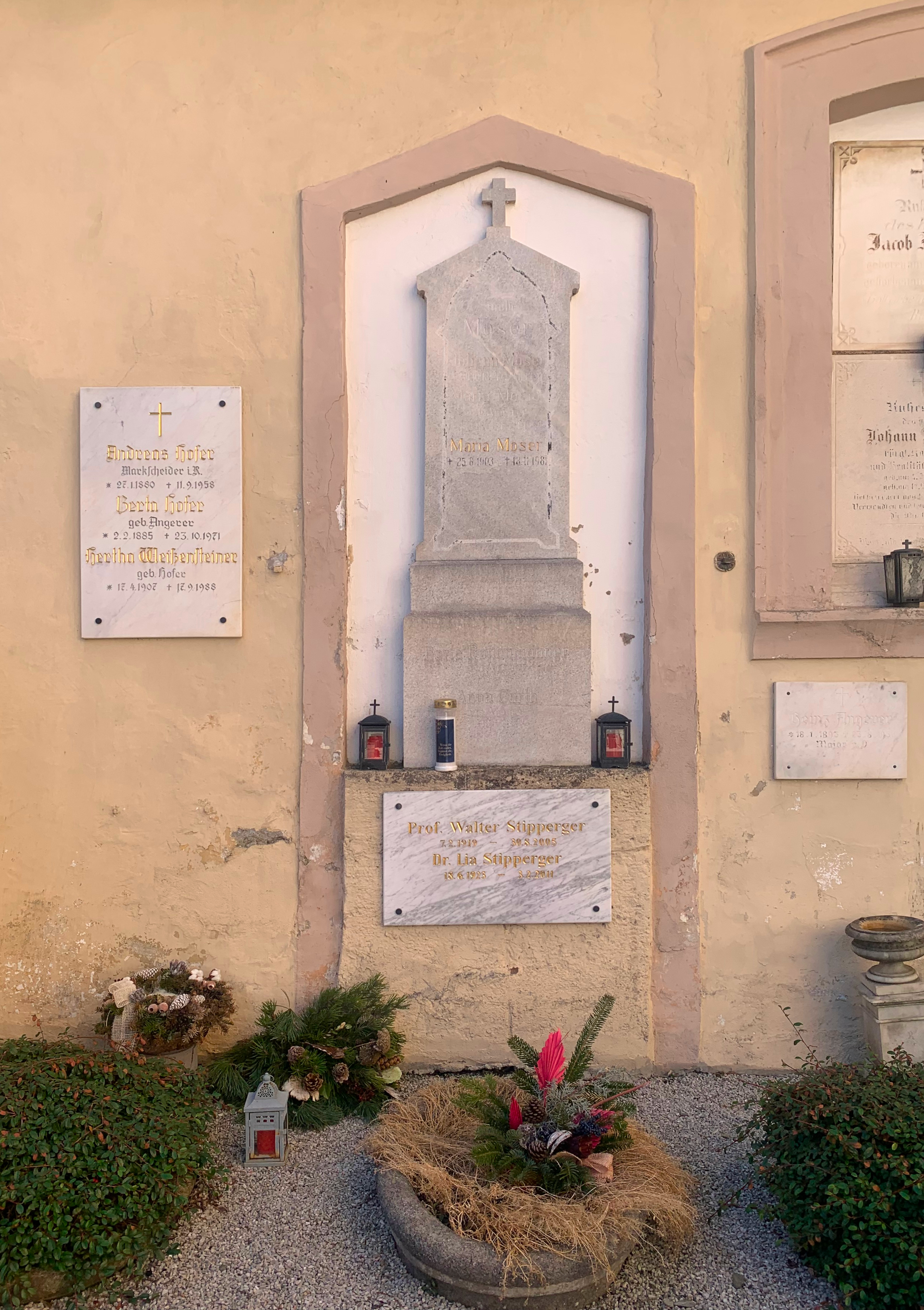
Grab von Walter Stipperger auf dem Kirchhof der Stadtpfarrkirche Schladming

Walter Stipperger (* 7. Februar 1919 in Graz; † 30. August 2005) war ein österreichischer Volkskundler, Volksbildner, Autor und Regionalhistoriker.

## Leben
Seine berufliche Laufbahn begann zunächst bei der Bezirkshauptmannschaft Liezen, wo er als Kulturreferent tätig war. Er widmete sich besonders der volksbildnerischen Tätigkeit und vertiefte dabei sein Wissen um Land und Leute des Gebietes. In diesem Zusammenhang publizierte er Artikel in volks- und heimatkundlichen Wissensgebieten. Stipperger gründete am 15. Dezember 1945 den „Ennstaler Arbeitskreis für Heimatpflege“ und schuf damit die Voraussetzung für das „Steirische Volksbildungswerk“. Ebenso gehen auf seine Tätigkeiten im Bezirk Liezen die Vorarbeiten für die Gründung des Landschaftsmuseums Trautenfels zurück.
Nach seiner späteren beruflichen Tätigkeit am Landesmuseum Joanneum war es möglich, seine Arbeit für den Bezirk Liezen zu intensivieren, wobei durch ihn die Gründung des Dekanatsmuseum in Haus im Ennstal und die Gestaltung des Alpinmuseums auf der Austriahütte erfolgte.
Zudem war er Korrespondent der Historischen Landeskommission für Steiermark.
Er lebte in Haus im Ennstal.

## Auszeichnungen
- Berufstitel Professor für seine Verdienste um die Volksbildung
- 1989 Ehrenringträger der Marktgemeinde Haus
- 1992 Ehrenbürger der Marktgemeinde Haus
- 2001 Hanns-Koren-Kulturpreis des Landes Steiermark
- 2002 Koren-Preis des Landes Steiermark
- 2004 Ehrenzeichen der Diözese Graz-Seckau

## Publikationen
Stipperger war zudem Verfasser unzähliger Schriften und Abhandlungen zu unterschiedlichsten historischen und heimatkundlichen Themenbereichen.
Als Beispiel sei angeführt:
Erlebnis Kultur/Kulturführer für das Enns- und Paltental und das Steirische Salzkammergut, herausgegeben im Eigenverlag des Gebietsverbandes Dachstein-Tauern-Region, 1994/95
Zu den bedeutendsten Schriftwerken, an denen Stipperger führend mitgearbeitet hat, zählen:
- Der Markt Haus. Ein Jahrtausend Geschichte im oberen Ennstal, herausgegeben von der Marktgemeinde Haus, 1985
- Der Markt Haus. Ein Jahrtausend, herausgegeben von der Marktgemeinde Haus, 2005
- Schladming. Geschichte und Gegenwart, herausgegeben 1996 von Günter Cerwinka und Walter Stipperger im Auftrag der Stadtgemeinde Schladming, 1996